# بوب كاتو
بوب كاتو (بالإنجليزية: Bob Cato)‏ هو مصمم جرافيك أمريكي، ولد في 1923، وتوفي في 19 مارس 1999 بسبب مرض آلزهايمر.

## وصلات خارجية
- بوب كاتو على موقع ميوزك برينز (الإنجليزية)
- بوب كاتو على موقع ديسكوغز (الإنجليزية)